# Markt 10 (Meißen)

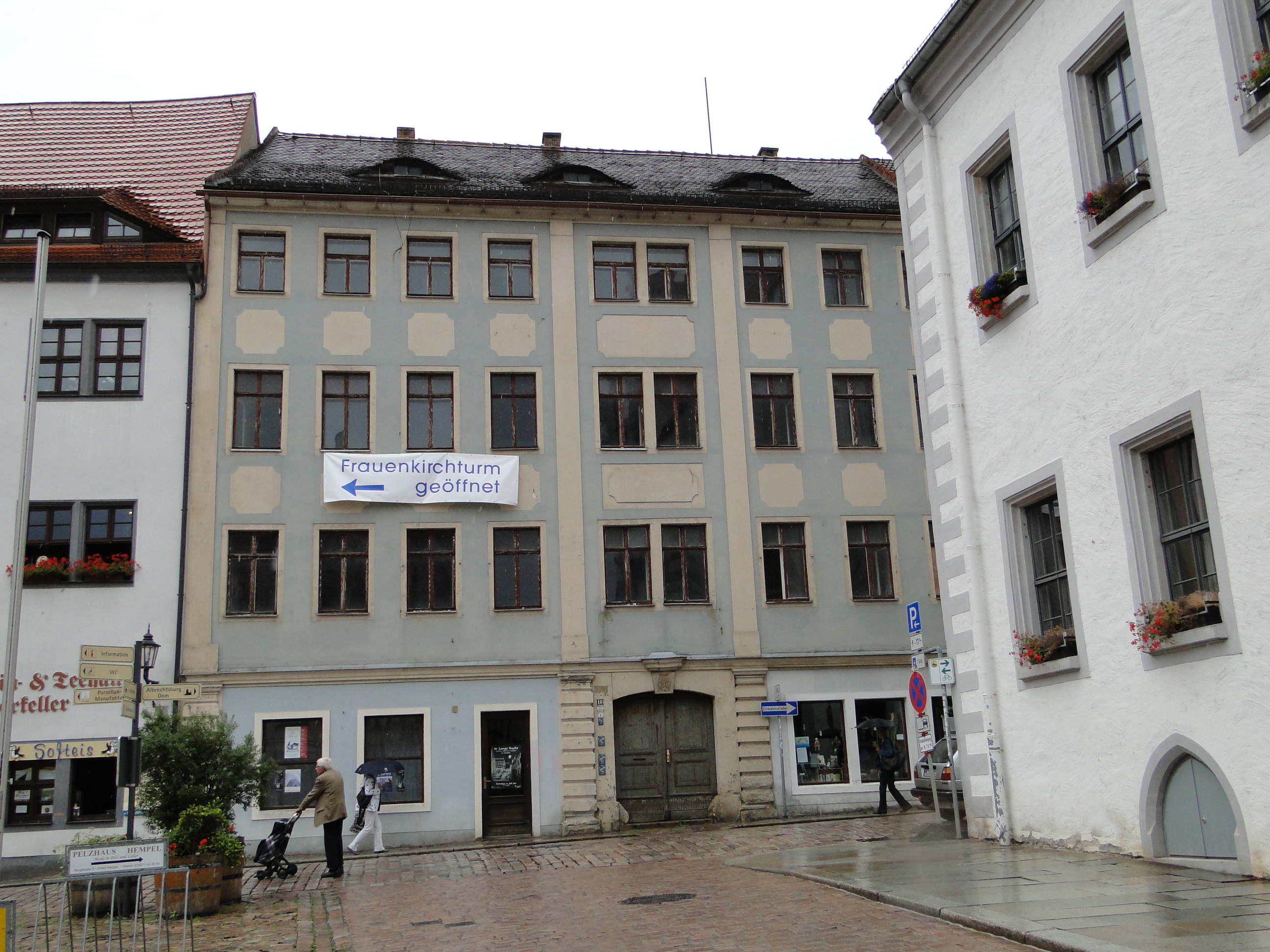
Markt 10 (Meißen)

Das Haus Markt 10 ist ein barockes Wohnhaus in der Altstadt von Meißen und ist als Kulturdenkmal geschützt.
Das repräsentative Barockbauwerk von 1747 wurde bereits in den 1970er Jahren wiederhergestellt, war bis in die 1990er Jahre bewohnt und wurde bis etwa 2015 saniert.
Nach längerem Leerstand wurde das Bauwerk von der St.-Afra-Gemeinde in Meißen übernommen und wird als Christliche Begegnungsstätte genutzt.
Das Wohn- und Geschäftshaus zeigt mit Treppenhaus, Stuckdecken und der Dachform charakteristische Gestaltungselemente der Barockzeit. An der Fassade sind die Initialen J. G. Böhme und illusionistische Putzspiegel in barockem Stil zu finden.

## Vorgängerbau und barocker Neubau
Die ältesten nachweisbaren Bauwerke auf dem Grundstück stammen vermutlich aus der Zeit der Stadtgründung im 13. Jahrhundert. Auf einer Stadtansicht aus dem 16. Jahrhundert sind dort zwei Giebelhäuser zu sehen, von denen heute keine Reste mehr erkennbar sind.
Im Jahr 1747 wurde das Haus als ein vierstöckiges Barockhaus neu erbaut. Der in den Initialen genannte Johann Gottfried Böhme hatte für dieses Projekt im Jahr 1745 drei Grundstücke gekauft.
Das Innere ist symmetrisch aufgebaut, die Fassadengliederung besteht aus Fenstern, Simsen, Pilastern und illusionistischen Spiegeln auf den Putzflächen; das breit proportionierte Tor ist mit feingearbeitetem Schlussstein und den genannten Initialen versehen.
Das Innere zeigt mit den Stuckdecken, dem Treppenhaus und in der Dachkonstruktion ebenfalls typische barocke Formen. Einige barocke hölzerne Bauteile wie Fenster und Türen sind bis in die 1990er Jahre erhalten geblieben. Als barocke Gestaltungen sind die eingewölbte Durchfahrt und die Schwarzküche in der Nordwestecke des Erdgeschosses zu nennen.

## Geschichtliche Besonderheiten
Auf den ältesten historischen Darstellungen der Stadt (Hiob Magdeburg 1558 und Stadtansicht 1601) ist die Westseite des Marktes zu erkennen, die mit Giebelhäusern bebaut war.
Im Dreißigjährigen Krieg wurden der Stadt insbesondere beim Schwedeneinfall im Jahr 1637 schwere Zerstörungen zugefügt, das Bauwerk Markt 10 wurde infolge Brand zerstört; nach dem Brand wurde das Grundstück auf 300 Gulden geschätzt.
Als eine Besonderheit verfügte das Grundstück bereits im 18. Jahrhundert über eine eigene Wasserleitung, die sogenannte Amtsröhrfahrt, mit welcher Wasser aus dem Meisatal über den Hohlweg und die Burgstraße zum Markt geleitet wurde, wie auf einem Plan im Stadtarchiv zu erkennen ist.

## Entwicklung bis zur Wende
In den 1970er Jahren war das Bauwerk bereits renoviert worden, gemeinsam mit den benachbarten Häusern Markt 8 und 9. Dabei entstanden Wohnungen und Geschäftsräume der Winzergenossenschaft Meißen und der Porzellanmanufaktur Meißen. Dabei wurde ein Fassadenumbau des Historismus rückgängig gemacht und ein schmiedeeiserner Ausleger mit einer goldenen Weintraube angebracht, der jetzt am Haus Markt 5 zu sehen ist. Das Bauwerk wurde bis in die 1990er Jahre hinein bewohnt.

## Entwicklung nach der Wende
Nach mehreren Jahren Leerstand ging das Haus in kirchlichen Besitz über. Es wurde im Rahmen der Stadtsanierung als Gemeindezentrum ausgebaut. Der Anbau der 1970er Jahre, der den Hofraum verstellte, wurde abgerissen; anstelle eines klassizistischen Seitenflügels wurde ein moderner Saal neu gestaltet.
Bei den Bauuntersuchungen konnten in diesem Haus umfangreiche Reste von Wandmalereien festgestellt und dokumentiert werden, von denen einige in die Raumgestaltung nach der Restaurierung einbezogen wurden.